# Bernard Fagg
Bernard Fagg (* 8. Dezember 1915 in Upper Norwood, heute ein Stadtteil der London Borough of Croydon; † 14. August 1987 in Oxford, England, Großbritannien) war ein britischer Archäologe und Museumskurator.

## Leben
Fagg studierte Klassische Archäologie und Völkerkunde am Downing College der University of Cambridge. Nach dem Abschluss dort begann er 1939 für die britische Kolonialverwaltung in der Stadt Jos in Nigeria zu arbeiten. Er führte 1944 Ausgrabungen im Rop rock shelter, einem Abri im Jos-Plateau in der Mitte des Landes durch. Dort wurden Werkzeuge aus der Frühsteinzeit und etwa 2000 Jahre alte Keramikscherben gefunden.
Fagg war der erste Archäologe, der Funde zu dem Komplex machte, der später als Nok-Kultur bezeichnet wurde, nachdem im Ort Nok die ersten Terrakottafiguren gefunden wurden. Er führte die ersten wissenschaftlichen Ausgrabungen auf dem Platz Taruga durch. Dabei wurden sowohl Terrakottafiguren als auch Eisenschlacke mit Spuren von Holzkohle gefunden, die eine Datierung auf das vierte und dritte Jahrhundert vor Christus möglich machen.
Nach Gründung des Department of Antiquities in Nigeria im Jahre 1947 wurde er durch die Kolonialverwaltung in diese Abteilung versetzt. 1952 richtete er das erste dem Publikum offenstehende Museum des Landes in Jos ein, in dem auch seine Funde ausgestellt werden konnten, und wurde 1957 Direktor des Museums. Nach der Unabhängigkeit Nigerias im Jahre 1960 wurde Fagg 1963 Kurator des Pitt Rivers Museum in der Universitätsstadt Oxford in England.

## Schriften
- Nok Terracottas. Ethnographica for the National Museum, Lagos u. a. 1977, ISBN 0-905788-00-1.